# Set This Circus Down
Set This Circus Down es el sexto álbum de estudio grabado por el cantante de música country estadounidense Tim McGraw. Lanzado el 24 de abril de 2001 a través del sello independiente Curb Records. El álbum produjo cuatro sencillos, los cuales todos alcanzaron el número #1 en la lista Hot Country Songs de Estados Unidos.

## Lista de Canciones
| CD  |                            |          |  |
| N.º | Título                     | Duración |  |
| 1.  | «The Cowboy in Me»         | 4:04     |  |
| 2.  | «Telluride»                | 3:49     |  |
| 3.  | «You Get Used to Somebody» | 3:58     |  |
| 4.  | «Unbroken»                 | 4:00     |  |
| 5.  | «Things Change»            | 3:20     |  |
| 6.  | «Angel Boy»                | 5:11     |  |
| 7.  | «Forget About Us»          | 4:09     |  |
| 8.  | «Take Me Away from Here»   | 4:35     |  |
| 9.  | «Smilin'»                  | 3:00     |  |
| 10. | «Set This Circus Down»     | 3:31     |  |
| 11. | «Angry All the Time»       | 4:30     |  |
| 12. | «Let Me Love You»          | 4:31     |  |
| 13. | «Grown Men Don't Cry»      | 3:55     |  |
| 14. | «Why We Said Goodbye»      | 3:44     |  |